# 平成19年台風第5号
平成19年台風第5号（へいせい19ねんたいふうだい5ごう、アジア名：ウサギ / Usagi）は、2007年7月に発生し、九州に上陸した台風である。後に激甚災害に指定された。

## 概要

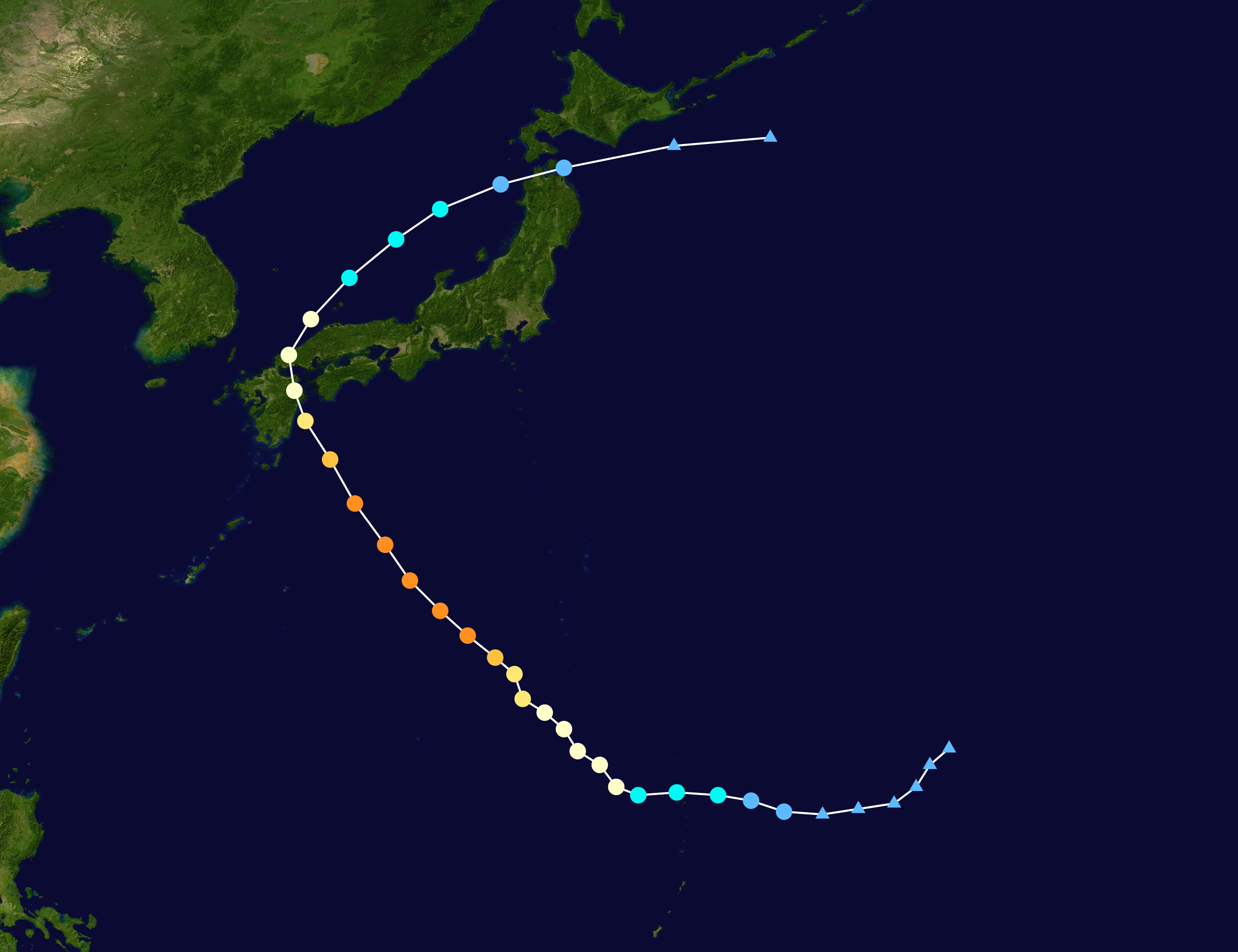
進路図

2007年7月29日、マリアナ諸島付近で台風5号が発生し、アジア名「ウサギ（Usagi）」と命名された。命名国は日本で、うさぎ座を意味する。台風は勢力を強めながら日本の南の海上を北西進し、一時は非常に強い勢力にまで発達。その後四国の南海上から豊後水道を北上し、8月2日の18時前に、強い勢力で宮崎県日向市付近に上陸した。3日0時頃、大分県宇佐市付近から周防灘へ抜けたが、同日1時過ぎに山口県宇部市付近に再上陸し、その後暴風域は消滅した。3日4時頃、山口県萩市付近から日本海へ抜け、4日13時頃に青森県津軽半島に、14時過ぎに下北半島にそれぞれ再上陸した。台風は同日15時頃に下北半島の北東海上で熱帯低気圧に変わり、21時頃に北海道根室市の南で温帯低気圧になった。
この台風は、同年の台風4号に続いて日本に上陸し、各地に大雨・強風の被害をもたらした。また、台風が宮崎県を通過することは珍しくないが、日向市などの宮崎県北部に上陸することは珍しい。台風の接近・通過に伴って各地で暴風に見舞われ、愛媛県伊方町瀬戸で3日に30m/sの最大風速（南南東の風）を観測。最大瞬間風速では、2日に宮崎県日南市油津で41.2m/s（北の風）、高知県土佐清水市清水で40.3m/s（東南東の風）を記録した。また、雨は九州・四国地方で特に多くなり、3日の24時間雨量は、大分県豊後大野市温見で431mm、熊本県八代市大金峰で403mm、福岡県添田町英彦山で386mmと観測史上1位となった。

## 被害
この台風により、負傷者30人（重傷者9人・軽傷者21人）・住家全壊2棟・住家半壊8棟・住家一部破損153棟・床上浸水146棟・床下浸水491棟などの被害が発生したほか、最大33,630人に避難指示・避難勧告が出された。土砂災害については、土石流が2件、地すべりが1件、がけ崩れが9件が発生。河川に関しては，山国川水系山国川等3水系4河川で氾濫危険水位（危険水位）を超えたほか，3水系3河川で避難判断水位（特別警戒水位）を、5水系5河川で氾濫注意水位（警戒水位）を超え，各地で浸水被害等が発生した。台風の接近時刻と満潮時刻が重なったため、山口県の瀬戸内側では高潮による浸水被害が発生した。
ライフライン関係において、関西・中国・四国・九州電力管内で、延べおよそ224,750戸が停電したほか、上水道については大分県及び宮崎県で269戸が断水した。電気通信関係では、宮崎県で約100回線の電話が不通となったほか、宮崎県や大分県等で18局の携帯電話基地局が停波した。道路については、大分自動車道、国道220号、県管理道路等77の区間で通行規制が行われたほか、鉄道については全国各路線で雨量規制等のために運休が発生し、JR四国では全線が一時運休したほか、JR九州では台風の接近が夕方のラッシュアワーと重なったことで乗客に影響が出て、その後JR九州も運休となった。公共土木施設では、河川562ヶ所、海岸9ヶ所、砂防施設等52ヶ所道路（橋梁を含む）521ヶ所、港湾5ヶ所、公園1ヶ所に被害が生じた。また農林水産関係では、農地4,182ヶ所、農業用施設1,911ヶ所、林地荒廃120ヶ所、治山施設12ヶ所、林道施設489ヶ所、森林被害19ha、漁港施設等9ヶ所が被害を受けた。文教施設でも、国立学校施設4校、公立学校施設31校、社会教育・体育、文化施設等9施設，文化財等8件で被害が発生。社会福祉施設等では27施設が被害を受けた。
適用日を8月2日として、宮崎県は日之影町に対して災害救助法を適用した。またこの災害について、2007年9月14日閣議決定、９月20日公布・施行の「平成十九年八月二日から同月四日までの間の暴風雨による災害についての激甚災害及びこれに対し適用すべき措置の指定に関する政令」によって、激甚災害として指定し、農地等の災害復旧事業等に係る補助の特別措置等を適用した。